# Friedrich Karl Dermietzel

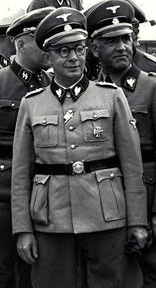
Friedrich Karl Dermietzel im Jahr 1941

Friedrich Karl „Fritz“ Dermietzel (* 7. Februar 1899 in Lunow, Brandenburg; † 7. Juli 1981 in Köln) war ein deutscher HNO-Arzt und SS-Offizier.

## Leben
Dermietzel war der Sohn des Gutsbesitzers und Politikers Friedrich Dermietzel. Er besuchte die Volksschule und legte an einem Gymnasium sein Abitur ab. Während des Ersten Weltkriegs trat er am 18. Juni 1915 als Freiwilliger in das Ersatz-Pionier-Bataillon Nr. 1 der Preußischen Armee ein. Am 26. Januar 1916 wurde er zum Pionier-Bataillon „Fürst Radziwill“ (Ostpreußisches) Nr. 1 an die Front versetzt, wurde mehrmals verwundet und am 31. Dezember 1916 zum Leutnant befördert. Ausgezeichnet mit beiden Klassen des Eisernen Kreuzes schied Dermietzel nach Kriegsende im September 1919 aus dem Militärdienst.
Er begann an der Albertus-Universität Königsberg Medizin zu studieren und wurde 1918 im Corps Littuania recipiert. Als Inaktiver wechselte er an die Christian-Albrechts-Universität zu Kiel, die Friedrich-Schiller-Universität Jena und die Friedrich-Wilhelms-Universität zu Berlin. Anfang 1931 erlangte er die Approbation. Anschließend war er an unterschiedlichen Krankenhäusern als Assistenzarzt tätig. Ab Ende 1931 betrieb er in Berlin eine Arztpraxis für Hals-Nasen-Ohren-Heilkunde. Adolf Hitler soll ihn wegen seiner Heiserkeit mehrmals aufgesucht haben. Zum 1. Mai 1932 trat Dermietzel in die NSDAP (Mitgliedsnummer 1.106.473) und am 25. Juni 1932 in die allgemeine Schutzstaffel (SS-Nummer 31.115), drei Jahre später in die Waffen-SS, ein. Ab 1935 war er Adjutant von Ernst-Robert Grawitz, den er seit ca. 1934 aus seiner Anstellung am Städtischen Krankenhaus Berlin-Westend kannte. 1935/36 war er Leiter der Ambulanz an der Charite. Im April 1936 wurde er Führer der Sanitätsabteilungen der SS-Totenkopfverbände (SS-TV), wodurch er auch verantwortlich für die SS-Wachmannschaften der Konzentrationslager wurde, und zusätzlich ab August Kommandeur der Sanitätsabteilungen der SS-Verfügungstruppe in Berlin.
Ab Februar 1937 war Oskar Hock sein Stellvertreter. 1938 abkommandiert, beschwerte sich dieser in einem Brief an Heinrich Himmler über Dermietzel. Dermietzel reagierte mit einem Brief an den Chef der SS-Personalkanzlei und wurde im weiteren Verlauf von Grawitz verteidigt. Es folgte die abermalige Versetzung Hocks, die spätere Entlassung aus der SS und die Wiedereinstellung in die SS. Am 1. Februar 1937 gab er die Leitung der Sanitätsabteilungen der SS-Totenkopfverbände an Karl Genzken ab.
Er gelangte 1938 auf eigenen Wunsch in den Stab des SS-Hauptamtes. Er wurde zum Hauptamtsleiter im SS-Sanitätsamt. Trotz seiner Ernennung zum Vertreter vom Reichsarzt SS Grawitz Ende 1938 folgten immer wieder Streitigkeiten zwischen beiden, sodass er Ende 1940, die Freundschaft mit Grawitz aufgekündigt, an die Front geschickt und damit „kaltgestellt“ wurde. Andererseits war es aber sein seit Jahren geäußerter Wunsch, zu einer Fronteinheit versetzt zu werden. Er hatte in den 1930er Jahren mehrere Angebote der Wehrmacht abgelehnt mit Verweis auf die ihm missliebige Bürokratie und Organisationstätigkeit. Er diente erst im Stab der SS-Division Das Reich als Divisionsarzt. Am 20. April 1942 erhielt er mit der Abkommandierung von seinem vormaligen Posten den Rang eines SS-Brigadeführers und Generalmajors der Waffen-SS. Danach gehörte er von Juli 1942 bis Oktober 1944 als Korpsarzt zum II. SS-Panzerkorps und später als Armeearzt zur 6. Panzerarmee.
Dermietzel war in der Funktion als Chef des SS-Sanitätsamtes ab 1939 entsandtes Mitglieder des Freundeskreises Reichsführer SS.
Dermietzel war Vorstandsmitglied des Lebensborn e. V, da ab Mitte 1938 alle Lebensborn-Ärzte zur Sanitätsabteilung, dessen Chef er war, versetzt wurden.
Für seine verbrecherischen Taten wurde er nach dem Krieg juristisch nicht belangt.
Nach dem Krieg praktizierte er ab 1950 als Hals-Nasen-Ohrenarzt erst in Gailenkirchen, anschließend von 1956 bis 1975 in Köln. Er starb an einem Schlaganfall. Dermietzel war zweimal verheiratet und hatte Kinder.